# Григорівка (Подільський район)
Григорі́вка — село Долинської сільської громади у Подільського району Одеської області. Населення становить 397 осіб.

## Історія
Під час організованого радянською владою Голодомору 1932—1933 років померло щонайменше 5 жителів села.
Колишній орган місцевого самоуправління — Олександрівська сільська рада.

## Населення
Згідно з переписом УРСР 1989 року чисельність наявного населення села становила 600 осіб, з яких 269 чоловіків та 331 жінка.
За переписом населення України 2001 року в селі мешкали 394 особи.

### Мова
Розподіл населення за рідною мовою за даними перепису 2001 року:
| Мова       | Відсоток |
| ---------- | -------- |
| українська | 83,88 %  |
| румунська  | 9,82 %   |
| болгарська | 2,02 %   |
| російська  | 2,02 %   |
| білоруська | 0,76 %   |
| гагаузька  | 0,25 %   |
| інші       | 1,25 %   |